# 播磨の国一揆
播磨の国一揆（はりまのくにいっき）は、室町時代の1429年（正長2年）2月、前年の正長の土一揆の影響を受けて起こった、政治的要求に基づく一揆である。播磨の土一揆（はりまのつちいっき）とも。
播磨国（兵庫県南西部）守護・赤松満祐の配下の軍兵の国外退去、荘園代官の排除を要求して蜂起するが、赤松満祐に鎮圧される。国一揆の始まりとも言われる。
中山定親の『薩戒記』に記述がある。
或る人曰く播磨国の土民旧冬の京辺の如く蜂起し、国中の侍悉く攻むるの間、諸庄園代、加之守護方軍兵彼等の為に、或ひは命を失ひ、或ひは追ひ落とさる。一国の騒動希代の法なりと云々。凡そ土民、侍をして国中にあらしむべからざる所と云々。乱世の至なり。よりて赤松入道発向し了んぬ者—『薩戒記』